# 居民最低生活保障制度
居民最低生活保障制度，簡稱低保，是中華人民共和國一種直接發給金錢的社會福利，资金由地方各级人民政府列入财政预算。
国家对家庭人均收入低于当地政府公告的最低生活标准的人口给予一定现金资助，以保证该家庭成员基本生活所需的社会保障制度。

## 歷史
1997年，中华人民共和国国务院下发了《关于在全国建立城市居民最低生活保障制度的通知》，要求1999年年底前，县级以上城市和县政府所在地的城镇都要建立城市居民最低生活保障制度。对于家庭人均收入低于当地最低生活保障标准的非农业户口的城市居民，均纳入城市低保范围。1999年9月底，中国668个城市1638个县级人民政府所在地的建制镇已经全部建立了低保制度，至2006年9月底，中国城市居民最低生活保障人数达2227余万人，人均月保障标准为162元。
為实现全民低保目标2003年在城市低保制度取得重大突破后，民政部开始重新部署农村低保制度的建设工作。2004年以前，全面建立农村低保制度的仅有北京、天津、上海3个直辖市和浙江、广东2省的農村，且维持了较长时间。2004年以后发展态势有了明显变化，福建、辽宁、江苏3省出台。
2013年享受农村低保待遇的人数达5300余万人，月人均保障标准100余元，年總預算700多億人民幣。城市低保約2150萬人，月人均保障标准240余元，年總預算640多億人民幣。

## 條件資格

### 基本資格
- 持有本县农业居民户口
- 居住在农村村组，家庭承包土地的农村居民
- 共同生活的家庭成员人均年纯收入和实际生活水平低于当地农村低保标准

申請低保需進一步調查家庭财产包括拥有的机动车、就业、保险、住房、存款、证券、个体工商户、纳税、公积金等方面的信息，並且乡镇人民政府(街道办事处)是审核最低生活保障申请的责任主体，在村民委员会或居民委员会协助下，會对最低生活保障申请家庭逐一入户訪問调查。

### 城市居民
城市居民最低生活保障制度的保障对象是家庭人均收入低于当地最低生活保障标准的持有非农业户口的城市居民，从实际执行情况来开，主要是以下三类人员：
1. 无生活来源、无劳动能力、无法定赡养人或抚养人的居民；
2. 领取失业救济金期间或失业救济期满仍未能重新就业，家庭人均收入低于最低生活保障标准的居民；
3. 在职人员和下岗人员在领取工资或最低工资、基本生活费后以及退休人员领取退休金后，其家庭人均收入仍低于最低生活保障标准的居民。

《城市居民最低生活保障条例》（国务院令第271号）规定，城市居民最低生活保障标准，按照当地维持城市居民基本生活所必需的衣、食、住费用，并适当考虑水电燃煤（燃气）费用以及未成年人的义务教育费用确定。直辖市、设区的市的城市居民最低生活保障标准，由市人民政府民政部门会同财政、统计、物价等部门制定，报本级人民政府批准并公布执行；县（县级市）的城市居民最低生活保障标准，由县（县级市）人民政府民政部门会同财政、统计、物价等部门制定，报本级人民政府批准并报上一级人民政府备案后公布执行。